# Colibrí nan verdós
El colibrí nan verdós (Mellisuga minima) és una espècie d'ocell de la família dels colibrís (Trochilidae). Viu a Haití, les Illes Caiman, Puerto Rico i la República Dominicana i cria a Jamaica. Viu a altituds de fins a 2.400 msnm. És una espècie en risc mínim, és a dir, no sembla que hi hagi cap amenaça significativa per a la seva supervivència. El seu nom específic, minima, significa 'minúscul' en llatí.